# 市民参加型万博
市民参加型万博（しみんさんかがたばんぱく）とは、市民や非営利団体・非政府組織などが、計画立案や運営に参加できる国際博覧会である。この概念自体は、2005年日本国際博覧会（愛・地球博）で初めて導入された。

## 愛・地球博での「市民参加」
愛・地球博では、会場候補地の海上の森の自然保護か開発かをめぐる議論など、開催に至るさまざまな経緯を通じて、市民参加の重要性が高まった。また、自然の叡智というテーマから、自然との共存の方法と生活の智恵を共有し、世界大交流をするといったテーマから、市民参加による万博構想の策定、運営を志向することとなった。これをうけて開催前からさまざまな形の市民参加事業が行われた。
会期中は瀬戸会場で合計235の市民ユニットが出展した市民プロジェクト、長久手会場で非営利団体、非政府組織が出展した地球市民村、会期中延べ10万人以上の市民が参加し、会期後も活動を続けている愛・地球博ボランティアセンター、会期後も継続して活動しているEXPOエコマネーセンター、両会場の環境を活かしてプログラムを展開した森の自然学校・里の自然学校などがあった。